# Цветина Димитрова
Цветина Пламенова Димитрова е български модел.

## Биография
Цветина Димитрова е родена на 8 април 1990 г. в София.
Цветина завършва средното си образование в 12 СОУ „Цар Иван Асен II“ в паралелка с изучаване на история, изобразително изкуство и новогръцки език. Завършва „журналистика“ и „гръцка филология“ в Нов български университет.
Магистърска степен завършва през 2018 г. в Софийски Университет „Св. Климент Охридски“ – специалност „Връзки с обществеността“.
От 19-годишна се занимава с онлайн журналистика, пише в няколко известни български сайта. 
Кариерата ѝ на модел започва през 2010 г., когато получава различни предложения за модни дейности. През същата година активно се снима и участва в няколко проекта.
През лятото на 2013 г. излиза и първата ѝ самостоятелна песен „Ела към мен“, продуцирана от световния шампион по бийтбокс Скилър (SkilleR). 
През ноември 2014 г. става финалистка на „Мис Вселена България“, а месец по – късно печели титлата „Мис София“. 
В началото на 2015 г. е наградена и с приза „Секссимвол Мис“. 